# 이폴리트 피조

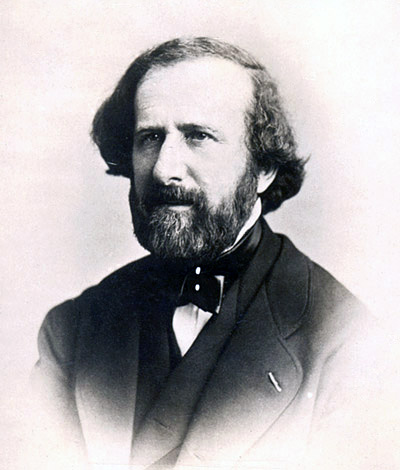

아르망 이폴리트 루이 피조(프랑스어: Armand Hippolyte Louis Fizeau IPA: [aʁmɑ̃ ipolit lwi fizo], 1819년 ~ 1896년)는 프랑스의 물리학자이다. 처음에는 빛과 열을 연구하고 후에는 톱니바퀴를 사용하여 광속도를 측정하였으며, 다시 에테르와 지구와의 상대 운동을 연구하기 위해 매질 중에서의 광속도를 측정하였는데, 그때의 피조 간섭 실험은 매우 유명하다. 또 도플러 효과에서 별의 운동 속도를 결정하고 피조의 팽창계를 만들었다.

## 같이 보기
- 다게레오타이프
- 레옹 푸코